# 溫莎樂高樂園度假區
溫莎樂高樂園度假區（Legoland Windsor Resort），又稱溫莎樂高樂園（Legoland Windsor），是位於英格蘭伯克郡溫莎的一座以兒童為主要目標群體的遊樂園和度假區，主題是樂高玩具。溫莎樂高樂園開業於1996年，也是世界上繼丹麥樂高樂園之後的第二個樂高樂園。現在默林娛樂和樂高集團是溫莎樂高樂園的兩大股東。2016年，有213.8萬人參觀了溫莎樂高樂園，使得溫莎樂高樂園成為這一年英國遊客最多和歐洲遊客第十多的主題樂園。

## 外部連結
- Legoland Windsor （页面存档备份，存于）
- Legoland Windsor Park Map （页面存档备份，存于） (Flash Animation)
- , UK: Theme Parks,   [2017-09-10], （原始内容存档于2020-07-16）.
- , Scream scape, （原始内容存档于2013-04-07）
- (PDF), UK: Legoland, （原始内容 (PDF)存档于2011-07-24）.